# 黎銀磬

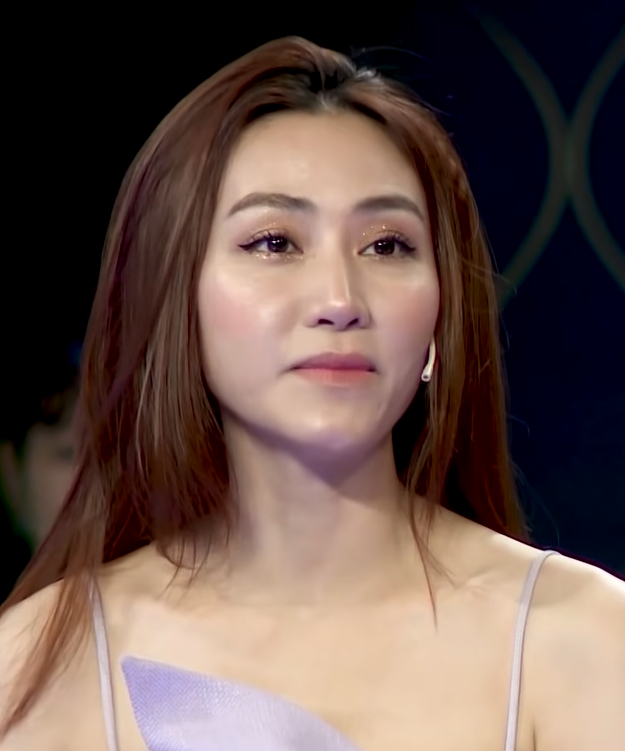

黎銀磬（1985年10月7日—），出生在平定省归仁市。是越南女歌手、演员、模特。当还是初中生时，移居胡志明市。

## 演艺生涯
从小，黎銀磬以美丽面庞和很自然的演出天份而闻名。2005年，因出演导演潘煌（越南语：Phan Hoàng）执导的电影《Mầm sống》琼香（越南语：Quỳnh Hương）角色涉足演艺圈。2009年初，銀磬音乐组合。不过，组合只活跃了一段短时间，即解散。目前以独立歌手身份活跃。

## 情感生活
2015年2月，銀磬将与一位从事银行领域的越裔结婚。

## 获奖荣誉
2006年Tìm kiếm diễn viên Ngôi sao ngày mai比赛第一名
2014年同秋水搭档，获得Bước nhảy hoàn vũ节目冠军

## 电影作品
2007年电影《Gọi giấc mơ về 》 角色Vy ，导演Xuân Cường